# O!RUL8,2?
O!RUL8,2? — первый мини-альбом южнокорейского бойбенда BTS. Был выпущен 11 сентября 2013 года, как продолжение дебютного сингл-альбома 2 Cool 4 Skool. Состоит из 10 треков, включая главный сингл «N.O». Позже группа выступала с промоушеном песни «The Rise Of Bangtan». В конце 2013 года альбом занял 55 строчку в Gaon Album Chart.

## Выпуск и продвижение
27 августа 2013 года на официальном сайте BTS появились часы обратного отсчета, которые дошли до 28 августа (KST). В этот же день на официальном YouTube-канале группы, было опубликовано тизер-видео с монологом Рэп Монстра и 3D-анимацией. Спустя три дня группа опубликовала в свои социальные сети список композиций и концептуальные фото к предстоящему возвращению. После этого, Big Hit опубликовали специальный трейлер, представляющий концепцию альбома. Далее они выпустили первый тизер к клипу, показав, что «N.O» будет заглавной песней. 8 сентября был опубликован аудио-тизер к альбому.

10 сентября, за день до выхода альбома, было выпущено музыкальное видео на заглавный трек «N.O». Дальше, бой-бэнд начал продвигаться по южнокорейским музыкальным шоу. Первое выступление прошло 12 сентября на канале Mnet M Countdown. Группа продолжила своё продвижение на других музыкальных шоу, таких как Music Bank, Music Core, и Inkigayo. В ноябре группа начала продвижение с еще одной песне из альбома «Attack On Bangtan».  

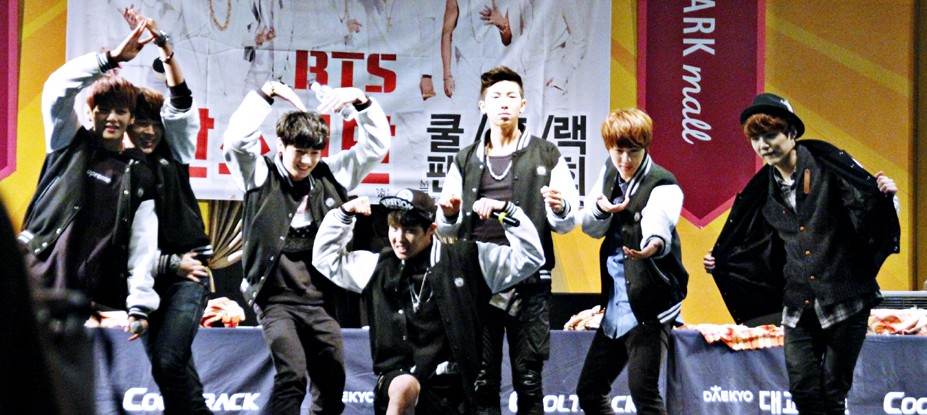
BTS на встрече фанатов в Йонсане, октябрь 2013 года

В 2014 году альбом вышел на японском языке на лейбле Pony Canyon, в него также вошли японские треки из альбома 2 Cool 4 Skool. В 2015 году был проведён специальный концерт в поддержку альбома: «Live Trilogy Episode I: BTS Begins». Он проходил в течение двух дней в Олимпийском парке Сеула. Группа исполняла песни также из альбома 2 Cool 4 Skool. 

### Варианты изданий
11 сентября 2013 года альбом был опубликован на цифровых площадках по всему миру. В Корее физическая версия в виде компакт-диска вышла в этот же день. В альбом вошла фотокнига с изображением участников группы и текстами песен, фотокарточка с группой и одним участником, плакат и сам диск. Японском версия альбома была выпущена на лейбле Pony Canyon в 2014 году. Также в нём была напечатана японская версия 2 Cool 4 Skool. В альбом вошло два диска с альбомами 2 Cool 4 Skool и O!RUL8,2?, и DVD с процессом создания видеоклипов.

## Концепция
O!RUL8,2? является вторым альбомом группы из «школьной трилогии» (остальные два 2 Cool 4 Skool и Skool Luv Affair). Название расшифровывается, как «Oh! Are you late, too?» (с англ. — «Ой! Ты тоже опоздал?»). В своем релизе, бой-бэнд заложил посыл: «вы должны найти свое счастье и свою собственную жизнь, пока не стало слишком поздно». Альбом, как и прошлая работа группы представляет собою преимущественно хип-хоп звучание. Открывающая композиция представляет собой интро, в котором содержится послание Рэп-Монстра «вы проживаете свою жизнь без сожалений?». «N.O», который известен также, как заглавная композиция перенимает отношение к образованию, призывая своих сверстников «не жить мечтами других» и «избегать жизнь» в качестве «учебных машин». «We On» представляется «ответом хейтерам». В пятой песне «If I Ruled The World» поётся о мечтах, таких как покупка дома, автомобиля и развлечения. «Coffee» представляет собою сравнение напитков и этапов отношений: «Первое свидание? Как сладкий, карамельный макиато», «Возможное падение? Как капающий эспрессо». «BTS Cypher Pt.1» это трек, состоящий только из рэп-партий (Шуги, J-Hope и Рэп-монстра). В нём рэперы коллектива бросают вызов тем, кто считают, что группа не может быть хип-хоп исполнителями. «Attack on Bangtan» начинается с вопроса Юнги: «Но что произойдет, если BTS поднимутся?». В «Paldogangsan» группа даёт дань уважения городам, в которых они жили ранее. Закрывающая песня альбома «Outro: Luv In Skool» более мягкая по звучанию, в которой поётся о школьной любви.

## Коммерческий успех
Альбом дебютировал на 4 строчке Gaon Album Chart во второй неделе сентября 2013 года, и на 2015 год было продано свыше 50 тысяч копий.

## Список композиций
| №                   | Название                                               | Автор(ы)                                                 | Продюсер(ы)         | Длительность |
| ------------------- | ------------------------------------------------------ | -------------------------------------------------------- | ------------------- | ------------ |
| 1.                  | «Intro: O!RUL8,2?»                                     | Pdogg Рэп-Монстр                                         | Pdogg               | 1:11         |
| 2.                  | «N.O»                                                  | Pdogg «Hitman» Bang Рэп-Монстр Шуга Supreme Boi          | Pdogg               | 3:30         |
| 3.                  | «We On»                                                | Pdogg Рэп-Монстр Шуга Джей-Хоуп                          | Pdogg               | 3:51         |
| 4.                  | «Skit: R U Happy Now?»                                 |                                                          | Pdogg               | 2:28         |
| 5.                  | «If I Ruled The World»                                 | Pdogg Рэп-Монстр Шуга Джей-Хоуп                          | Pdogg               | 4:07         |
| 6.                  | «Coffee»                                               | Urban Zakapa Pdogg Slow Rabbit Рэп-Монстр Шуга Джей-Хоуп | Pdogg Slow Rabbit   | 4:20         |
| 7.                  | «BTS Cypher Pt.1»                                      | Supreme Boi Рэп-Монстр Шуга Джей-Хоуп                    | Supreme Boi         | 2:11         |
| 8.                  | «진격의 방탄» (Jingyeogui Bangtan / Attack On Bangtan) | Pdogg Рэп-Монстр Шуга Джей-Хоуп Supreme Boi              | Pdogg               | 4:07         |
| 9.                  | «팔도강산» (Paldogangsan / Satoori Rap)                | Pdogg Рэп-Монстр Шуга Джей-Хоуп                          | Pdogg               | 3:25         |
| 10.                 | «Outro: Luv In Skool»                                  | Slow Rabbit Pdogg                                        | Slow Rabbit Pdogg   | 1:26         |
| Общая длительность: | Общая длительность:                                    | Общая длительность:                                      | Общая длительность: | 30:16        |

## Чарты
| Чарты (2013)                  | Высшая позиция |
| ----------------------------- | -------------- |
| Республика Корея (Gaon Chart) | 4              |

| Country                        | Year | Chart                    | Высшая позиция |
| ------------------------------ | ---- | ------------------------ | -------------- |
| Южная Корея (Gaon Music Chart) | 2013 | Недельный альбомный чарт | 4              |
| Южная Корея (Gaon Music Chart) | 2013 | Месячный альбомный чарт  | 11             |
| Южная Корея (Gaon Music Chart) | 2013 | Годовой альбомный чарт   | 55             |
| Южная Корея (Gaon Music Chart) | 2014 | Годовой альбомный чарт   | 92             |
| Южная Корея (Gaon Music Chart) | 2015 | Годовой альбомный чарты  | 87             |

### Продажи и сертификации
| Чарт                    | Продажи |
| ----------------------- | ------- |
| Gaon физические продажи | 76,570+ |